# Чемпіонат Європи з гірського бігу 2019
Чемпіонат Європи з гірського бігу 2019 був проведений 7 липня в Церматті.
Було розіграно 8 комплектів нагород: по 4 в індивідуальному та командному заліках.
Змагання проходили серед дорослих спортсменів та юніорів (до 20 років).
Дорослі змагались на трасі довжиною 10,1 км. Довжина юніорської траси була майже вдвічі меншою (5,9 км).
За профілем обидві траси відносились переважно до категорії бігу «вгору».
Від кожної країни до кожного забігу могло бути заявлено максимум 4 атлети (атлетки). За регламентом змагань, всі атлети країни, яка посіла призові місця в межах командної першості (вона визначалась шляхом складання місць перших трьох атлетів кожної країни за підсумками особистої першості), за умови фінішування на дистанції отримували «командні» медалі.

## Призери

### Чоловіки
| Першість | Золото                                                                                  | Золото  | Срібло                                                                          | Срібло | Бронза                                                                                    | Бронза |
| -------- | --------------------------------------------------------------------------------------- | ------- | ------------------------------------------------------------------------------- | ------ | ----------------------------------------------------------------------------------------- | ------ |
| Особиста | Джейкоб Адкін Велика Британія                                                           | 53.21   | Евергор Орвік Стіан Норвегія                                                    | 53.46  | Ксав'є Шевр'є Італія                                                                      | 54.02  |
| Командна | Велика Британія Джейкоб Адкін (1) Роббі Сімпсон (7) Ендрю Дуглас (9) Себастьян Батчелор | 17 очок | Італія Ксав'є Шевр'є (3) Чезаре Маестрі (5) Мартін Дематтеїс (10) Надір Каванья | 18     | Норвегія Евергор Орвік Стіан (2) Юхан Бугге (6) Хокон Скарсхульт (15) Торстейн Тенгсарейд | 23     |

| Першість | Золото                                                                             | Золото  | Срібло                                                                      | Срібло | Бронза                                                                        | Бронза |
| -------- | ---------------------------------------------------------------------------------- | ------- | --------------------------------------------------------------------------- | ------ | ----------------------------------------------------------------------------- | ------ |
| Особиста | Джозеф Дагдейл Велика Британія                                                     | 28.48   | Ален Каванья Італія                                                         | 28.54  | Рамазан Йорулмаз Туреччина                                                    | 28.57  |
| Командна | Велика Британія Джозеф Дагдейл (1) Метью Маккей (4) Юен Бреннан (5) Бен Бергстранд | 10 очок | Туреччина Рамазан Йорулмаз (3) Самет Демір (7) Іслам Адлі (10) Джума Озтюрк | 20     | Італія Ален Каванья (2) Лука Мерлі (11) Алессандро Кріппа (16) Массімо Дзуккі | 29     |

### Жінки
| Першість | Золото                                                                          | Золото  | Срібло                                                                           | Срібло  | Бронза                                                                        | Бронза  |
| -------- | ------------------------------------------------------------------------------- | ------- | -------------------------------------------------------------------------------- | ------- | ----------------------------------------------------------------------------- | ------- |
| Особиста | Мод Матіс Швейцарія                                                             | 1:00.18 | Андреа Майр Австрія                                                              | 1:01.19 | Крістель Деваль Франція                                                       | 1:02.48 |
| Командна | Італія Еліза Сортіні (5) Валентина Белотті (7) Алессія Скаїні (10) Еріка Гельфі | 22 очки | Франція Крістель Деваль (3) Еліза Понсе (11) Анаїс Сабр'є (12) Бландін Лірондель | 26      | Швейцарія Мод Матіс (1) Сімона Трокслер (8) Вікторія Кройцер (22) Терез Лебеф | 31      |

| Першість | Золото                                                                      | Золото  | Срібло                                                              | Срібло | Бронза                                                                              | Бронза |
| -------- | --------------------------------------------------------------------------- | ------- | ------------------------------------------------------------------- | ------ | ----------------------------------------------------------------------------------- | ------ |
| Особиста | Барбора Хавлічкова Чехія                                                    | 32.20   | Анджела Маттеві Італія                                              | 33.11  | Рукен Тек Туреччина                                                                 | 34.42  |
| Командна | Італія Анджела Маттеві (2) Катя Нана (7) Еліза Пастореллі (11) К'яра Склаво | 20 очок | Туреччина Рукен Тек (3) Езгі Кая (8) Сехер Каракоч (19) Ознур Татар | 30     | Румунія Алексія Хечіко (4) Ірина Бордяну (14) Лоредана Візітеу (15) Б'янка Апетроає | 33     |

## Медальний залік
До медального заліку включені нагороди за підсумками індивідуальної та командної першостей.
| Місце               | Країна              | Золото | Срібло | Бронза | Загалом |
| ------------------- | ------------------- | ------ | ------ | ------ | ------- |
| 1                   | Велика Британія     | 4      | 0      | 0      | 4       |
| 2                   | Італія              | 2      | 3      | 2      | 7       |
| 3                   | Швейцарія           | 1      | 0      | 1      | 2       |
| 4                   | Чехія               | 1      | 0      | 0      | 1       |
| 5                   | Туреччина           | 0      | 2      | 2      | 4       |
| 6                   | Норвегія            | 0      | 1      | 1      | 2       |
| 6                   | Франція             | 0      | 1      | 1      | 2       |
| 8                   | Австрія             | 0      | 1      | 0      | 1       |
| 9                   | Румунія             | 0      | 0      | 1      | 1       |
| Загалом (9 збірних) | Загалом (9 збірних) | 8      | 8      | 8      | 24      |

## Виступ українців
Склад збірної України (2 чоловіки та 1 жінка у змаганнях серед дорослих) був затверджений рішенням Виконавчого комітету ФЛАУ. В юніорських забігах чемпіонату Україна представлена не була.
Через відсутність як мінімум трьох атлетів у складі жінок або чоловіків, збірна України не була класифікована у межах командної першості.
| Місце | Атлет                                | Результат |
| ----- | ------------------------------------ | --------- |
| 41    | Олександр Ченікало Львівська область | 59.45     |
| 60    | Богдан Добранський Львівська область | 1:02.30   |

| Місце | Атлетка                          | Результат |
| ----- | -------------------------------- | --------- |
| 30    | Олена Китиця Житомирська область | 1:09.42   |